# Datas
Datas là một đô thị thuộc bang Minas Gerais, Brasil. Đô thị này có diện tích 309,013 km², dân số năm 2007 là 5418 người, mật độ 17,1 người/km².